# DeSoto Custom
De DeSoto Custom was een model van automerk DeSoto van 1946 tot 1952. In die periode was de Custom het topmodel van het Amerikaanse merk. Het bestond in verschillende varianten. De variant met verlengde wielbasis heette DeSoto Suburban. De Custom was ook verwant met de DeSoto Deluxe met wie het de 3,9 liter zes-in-lijn van 109 pk van Chrysler deelde. Net als die Deluxe had ook de Custom de eerste jaren nog een vooroorlogse carrosserie. Midden 1949 werden de carrosserieën geheel hertekend. De auto's uit de volgende jaren werden aangeduid als de Tweede Serie. In 1950 werd het gamma van de Custom met een aantal nieuwe varianten uitgebreid: DeSoto's eerste stationwagen en DeSoto's eerste hardtop-coupé. In 1952 introduceerde DeSoto haar V8-motor in de DeSoto Firedome die uiteindelijk de Custom verving.